# Temporada 2007 del Campeonato de Europa de Rally
La temporada 2007 fue la edición 55º del Campeonato de Europa de Rally. Comenzó el 19 de abril en el Rally 1000 Miglia y finalizó el 21 de octubre en el Rallye Antibes Cote d´Azur.

## Calendario
| N.º         | Fecha            | Rally                             | Superficie       | Series | Resultados |
| ----------- | ---------------- | --------------------------------- | ---------------- | ------ | ---------- |
| 1           | 19–21 de abril   | 31st Rally 1000 Miglia            | Asfalto          |        | Resultados |
| 2           | 11–12 de mayo    | 36th Fiat Rally                   | Tierra           | IRC    | Resultados |
| 3           | 24–26 de mayo    | 34th INA Croatia Delta Rally      | Asfalto          |        | Resultados |
| 4           | 8–10 de junio    | 64th Platinum Rally Poland        | Tierra           |        | Resultados |
| 5           | 22–23 de junio   | 43rd Belgium Ypres Westhoek Rally | Asfalto          | IRC    | Resultados |
| 6           | 6–8 de julio     | 38th Rally de Bulgaria            | Asfalto          |        | Resultados |
| 7           | 2–4 de agosto    | 48th Rally Vinho da Madeira       | Asfalto          | IRC    | Resultados |
| 8           | 24–26 de agosto  | 37th Barum Rally Zlín             | Asfalto          | IRC    | Resultados |
| 9           | 5–7 de octubre   | 32nd ELPA Rally                   | Asfalto / tierra |        | Resultados |
| 10          | 19–21 de octubre | 42nd Rallye Antibes Côte d'Azur   | Asfalto          |        | Resultados |
| Referencias |                  |                                   |                  |        |            |

## Resultados

### Campeonato de pilotos
| Pos.        | Piloto            | MIL | EST | CRO | POL | YPR | BUL | MAD | CZE | EST | ANT | Puntos |
| ----------- | ----------------- | --- | --- | --- | --- | --- | --- | --- | --- | --- | --- | ------ |
| 1           | Simon Jean-Joseph | Ret | 7   | 3   | 6   | 4   | 2   | 3   | 5   | 2   | 2   | 64     |
| 2           | Volkan Işık       | Ret | 5   | Ret | 3   | Ret | 5   | 5   | 6   | 1   | 3   | 57     |
| 3           | Renato Travaglia  | Ret | 4   |     | 1   | 6   | Ret | Ret | 4   | Ret | 1   | 54     |
| 4           | Michał Sołowow    | 2   | Ret | 4   | 2   | 7   | 6   |     | Ret | 3   | 4   | 46     |
| 5           | Dimitar Iliev     | 1   | Ret | 2   |     | 3   | 1   | Ret | Ret | Ret | Ret | 43     |
| 6           | Corrado Fontana   | Ret |     | 5   |     | Ret | 4   | 2   | Ret |     | Ret | 25     |
| 7           | Krum Donchev      | Ret | 9   | 7   |     |     | 3   |     |     | 4   | 5   | 19     |
| 8           | Tomasz Czopik     | Ret | 6   | 6   | 5   | 5   |     | Ret |     |     |     | 16     |
| 9           | Antonín Tlusťák   | Ret | Ret | Ret | 4   | 8   |     |     | 8   |     |     | 7      |
| Referencias |                   |     |     |     |     |     |     |     |     |     |     |        |